# Kei Marumo
Kei Marumo (jap. 丸茂 圭衣, Marumo Kei; * 6. März 1992 in Minō) ist eine ehemalige japanische Synchronschwimmerin.

## Erfolge
Kei Marumo sicherte sich ihre ersten internationalen Medaillen bei den Asienspielen 2014 in Incheon. Bei diesen gewann sie sowohl mit der Mannschaft als auch in der Kombination die Silbermedaille hinter der chinesischen Équipe. Die nächsten Medaillengewinne folgten ein Jahr darauf mit Silber in der Kombinationskonkurrenz sowie im freien und im technischen Programm des Mannschaftswettbewerbs der Weltmeisterschaften in Kasan. In allen drei Wettbewerben kam es zur selben Podestzusammensetzung: Die russische Mannschaft siegte vor China und den Japanerinnen um Kei Marumo. Bei den Olympischen Spielen 2016 in Rio de Janeiro startete Marumo ebenfalls im Mannschaftswettbewerb. In diesem erzielten die Japanerinnen 189,2056 Punkte, womit sie hinter Russland mit 196,1439 Punkten und China mit 192,9841 Punkten Dritte wurden. Neben Marumo erhielten Aika Hakoyama, Yukiko Inui, Kano Omata, Kanami Nakamaki, Risako Mitsui, Mai Nakamura, Kurumi Yoshida und Aiko Hayashi Bronze.
2017 gewann Marumo bei den Weltmeisterschaften in Budapest erneut im technischen Programm des Mannschaftswettbewerbs und in der Kombination jeweils die Bronzemedaille. Im Mannschaftswettbewerb folgte bei den Asienspielen 2018 in Jakarta der Gewinn der Silbermedaille. Ihre letzten internationalen Wettkämpfe bestritt Marumo bei den Weltmeisterschaften in Gwangju, bei denen sie das technische Programm des Mannschaftswettbewerbs und die Kombination auf dem vierten Platz abschloss.